# Elodina parthia
Elodina parthia – gatunek motyla z rodziny bielinkowatych i podrodziny Pierinae.

## Taksonomia
Gatunek ten opisany został po raz pierwszy w 1853 roku przez Williama Chapmana Hewitsona pod nazwą Pieris parthia. Jako miejsce typowe wskazano Australię. Do rodzaju Elodina przeniesiony został w 1914 roku przez Gustavusa Athola Waterhouse’a i George’a Lyella.

## Morfologia
Samice osiągają od 16 do 24 mm, a samce od 13 do 24 mm długości przedniego skrzydła. Wierzch skrzydła przedniego jest w porze wilgotnej perłowobiały, a w porze suchej kremowy, w obu przypadkach z przyciemnioną krawędzią kostalną i czarną plamą wierzchołkową o kwadratowo uwypuklonej krawędzi wewnętrznej. Spód skrzydła przedniego jest biały z pomarańczowo zabarwioną nasadą i szarą lub brązową plamą wierzchołkową o kwadratowo uwypuklonej krawędzi wewnętrznej. Wierzch skrzydła tylnego jest w porze wilgotnej perłowobiały, a w porze suchej kremowy. Spód skrzydła tylnego jest w porze wilgotnej biały z brązowymi kreskami, zaś w porze suchej głównie brązowy. Genitalia samca mają słabiej rozwinięte szczecinki na wezyce edeagusa niż u większości przedstawicieli rodzaju.

## Ekologia i występowanie
Owad endemiczny dla Australii, znany z wschodniego Queenslandu i północno-wschodniej Nowej Południowej Walii. Rozmieszczony jest wzdłuż wybrzeży od rejonu między rzekami Wenlock i Pascoe na północy Półwyspu Jork po okolice Sydney na południu, w głąb kontynentu sięgając do Carnarvon Range i gminy Springsure.
Zasiedla lasy i zadrzewienia zdominowane przez eukaliptusy, preferując suchsze siedliska położone na stokach Wielkich Gór Wododziałowych. Przypuszczalnie na świat przychodzi kilka pokoleń w ciągu roku. Postacie dorosłe aktywne są przez cały rok. Latają powoli i ociężale, nisko nad powierzchnią gruntu. Gąsienice są fitofagami żerującymi na kaparach z gatunków C. arborea, C. canescens, C. sarmentosa i C. spinosa.